# Нозоди
Нозоди — термін, який використовується для певної групи ліків, які широко застосовуються при гомеопатичному призначення.. Вже більше двохсот років вони є невід'ємною частиною європейської гомеопатичної традиції. Результати клінічних випробувань і збору даних в гомеопатичної практиці показують довгу історію безпеки для цих продуктів.
Нозоди являють собою особливу групу з кількох причин. Перш за все, вони включають початкові живі організми на землі. Протягом мільярдів років на нашій планеті існували тільки примітивні організми, такі як бактерії. Вищі організми, такі як рослини і тварини, еволюціонували тільки пізніше, і ймовірно, вони виникли завдяки симбіозу або співпраці з бактеріями. Мітохондрії в наших клітинах, можливо, походять від бактерій і мають багато спільного з ними.
У той час як гомеопатичні лікарські засоби зазвичай відбуваються з рослин, тварин, органічних і неорганічних речовин, нозоди виготовляються з продуктів хвороб людського або тваринного походження, або з патогенів або з продуктів, отриманих в результаті розкладання органів тварин, культивованих мікроорганізмів або рідин організму, що містять патогени або патологічні агенти. Їх готують у відповідності зі стандартними методами виготовлення гомеопатичних лікарських засобів. Фармакопеї в даний час використовують додаткові правила для виробництва безпечного, неінфекційного вихідного матеріалу за допомогою різних методів стерилізації. подальше серійне розведення додає додаткову безпеку і робить їх такими ж безпечними, як і інші гомеопатичні препарати.
Близько сорока п'яти нозодів практикують гомеопати з 1830 року.

## Основні нозоди
- Doryphora decemlineata Nos.;
- Herpes zoster-Nosode;
- Coxsackie-Virus-A9 B4-Nosode;
- Diverticulose Nos.;
- Staphylococcinum -(Staphylococcus);
- Streptococcinum — (Streptococcus haemolyticus);
- Echinococcinum Nos. Echinococcus granulosus;
- Psorinum = коростяний кліщ + кліщовий хід. Застосовується в психіатрії;
- Medorrhinum = диплококк Найссера + нагноєння слизової оболонки сечівника;
- Luesinum = Spirochaeta pallida + гнійні виділення первинного сифілітичного секрету;
- Bacillinum = туберкульозна паличка Коха туберкул легенів + туберкульозна мокрота;
- Psychic Dependence Protection» — нозод, який відновлює нормальне усвідомлення;
- Granuloma dentis-Nosode, Kieferhöhlencyste Nos.;
- Otitis media-Nosode;
- Lipom Nos.;
- Tonsillitis-Nosode;
- Struma cystica-Nosode;
- Floh (Tier) Nos.;
- Ulcus ventriculi-Nosode, Dupuytren-Nosode, Hepar Nos.;
- Osteomyelitis-Nosode;
- Polyarthritis-Nosode;
- MS Nos.  Multiple Sklerose — терапія склерозу;
- Sinusitis-Nosode;
- Tarantula cubensis Nos. cubanische Vogelspinne.

## Які захворювання лікують?
Хронічні стани та інфекції. Найбільш важливими галузями застосування в терапії нозодами є інфекції різних типів, особливо коли хвороба стає хронічною, є осередки і інтерференційні поля. Альтернативна медицина використовує нозоди для того, щоб привести в рух застійні процеси. Будь-яке органічне захворювання також можна лікувати, наприклад органічне ураження головного мозку. Також нозоди, такі як: Medorrhinum, Psychic Dependence Protection, Psorinum знайшли застосування в психіатрії.

## Нозоди або вакцини
Нозоди не є вакцинами і не замінюють вакцинацію вакцинами. Вакцинація була виключно ефективної мірою в профілактиці захворювань, для яких немає ефективної терапії. Проте, не дивлячись на доведену ефективність і безпеку вакцин, в останні роки також активізувався світовий рух проти вакцин, що змусило багатьох батьків шукати альтернативи вакцинації. «Нозоди» (від грецького nosos, хвороба) — це біологічні препарати, що використовуються в гомеопатичної медицини для запобігання хвороб або протікання хвороб в більш легкій формі, а не вакцини.
Нозоди унікальна терапія хронічних інфекцій. Дослідники виявили зв'язок між запущеними або неправильно лікованими хронічними інфекціями та іншими хронічними захворюваннями, включаючи деякі види раку. Гомеопатичні нозоди як ефективна додаткова терапія для лікування хронічних інфекцій.